# 1938年上海

本年上海地方政府旗帜

|        | 上海历史 |
| 世紀： | 19世紀上海 \| 20世紀上海 \| 21世紀上海                                                                                     |
| 年代： | 1900年代上海 \| 1910年代上海 \| 1920年代上海 \| 1930年代上海 \| 1940年代上海 \| 1950年代上海 \| 1960年代上海               |
| 年份： | 1934年上海 \| 1935年上海 \| 1936年上海 \| 1937年上海 \| 1938年上海 \| 1939年上海 \| 1940年上海 \| 1941年上海 \| 1942年上海 |
| 紀年： | 戊寅年（虎年）、上海开埠95周年、上海设市11周年                                                                             |

## 主要官员（公共租界）

### 工部局
- 总董： 樊克令
- 总裁兼总办： 費信惇

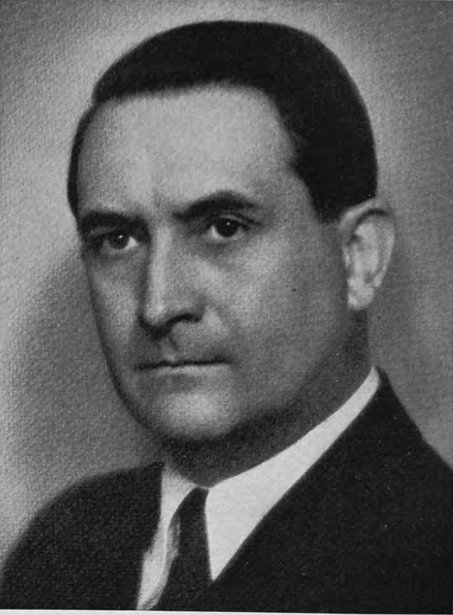
总董樊克令
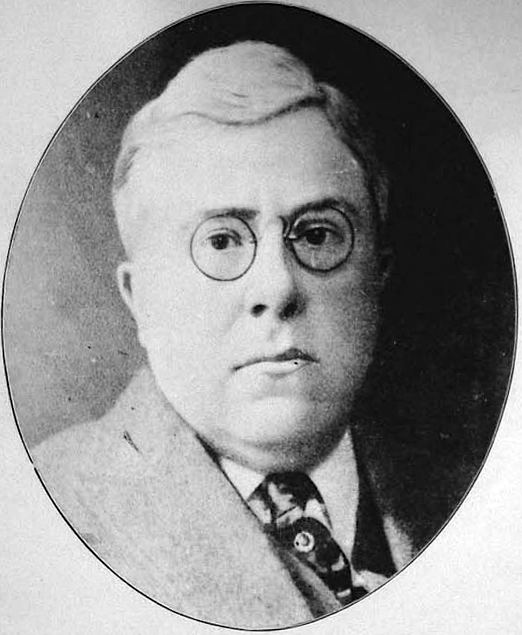
总裁、总办费信惇

## 主要官员（法租界）

### 总领事
- 马尔塞尔·博代兹（Marcel Baudez）

## 主要官员（华界：日本扶植政权）
独立的上海市大道政府→维新政府隶下的上海市大道政府→维新政府隶下的督办上海市政公署→维新政府隶下的上海特别市政府

### 政府

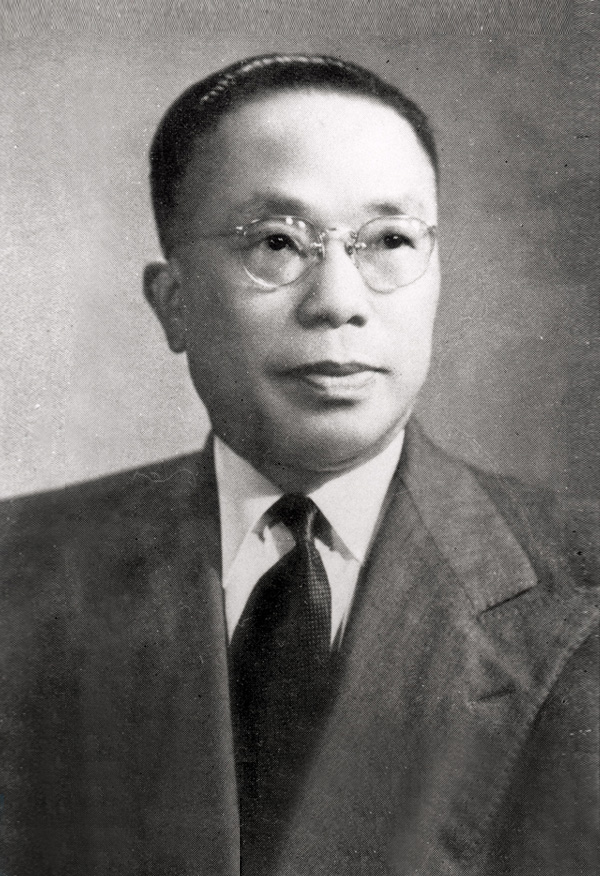
市长俞鸿钧

- 市长：苏锡文[註 1]→傅筱庵

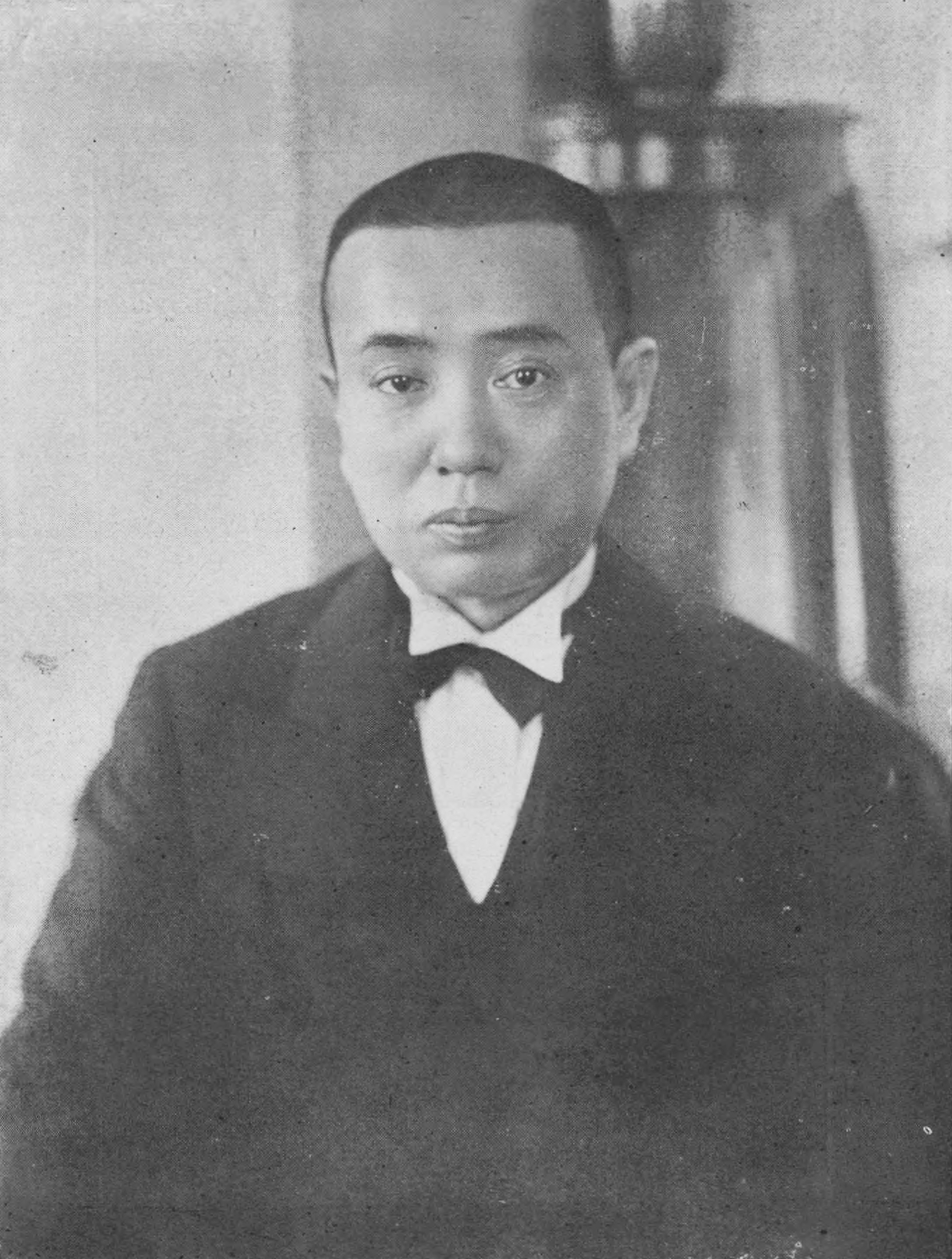
市长苏锡文
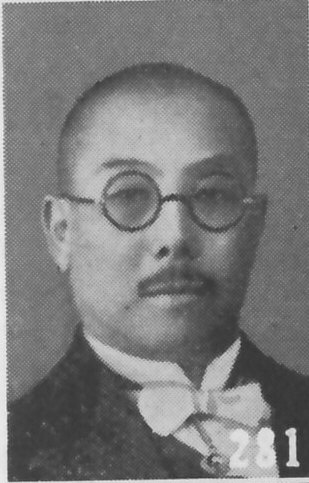
市长傅筱庵

## 主要官员（华界：重庆国民政府）

### 政府
- 市长：俞鸿钧[註 2]

- 市长俞鸿钧